# 薩瓦多林卡河

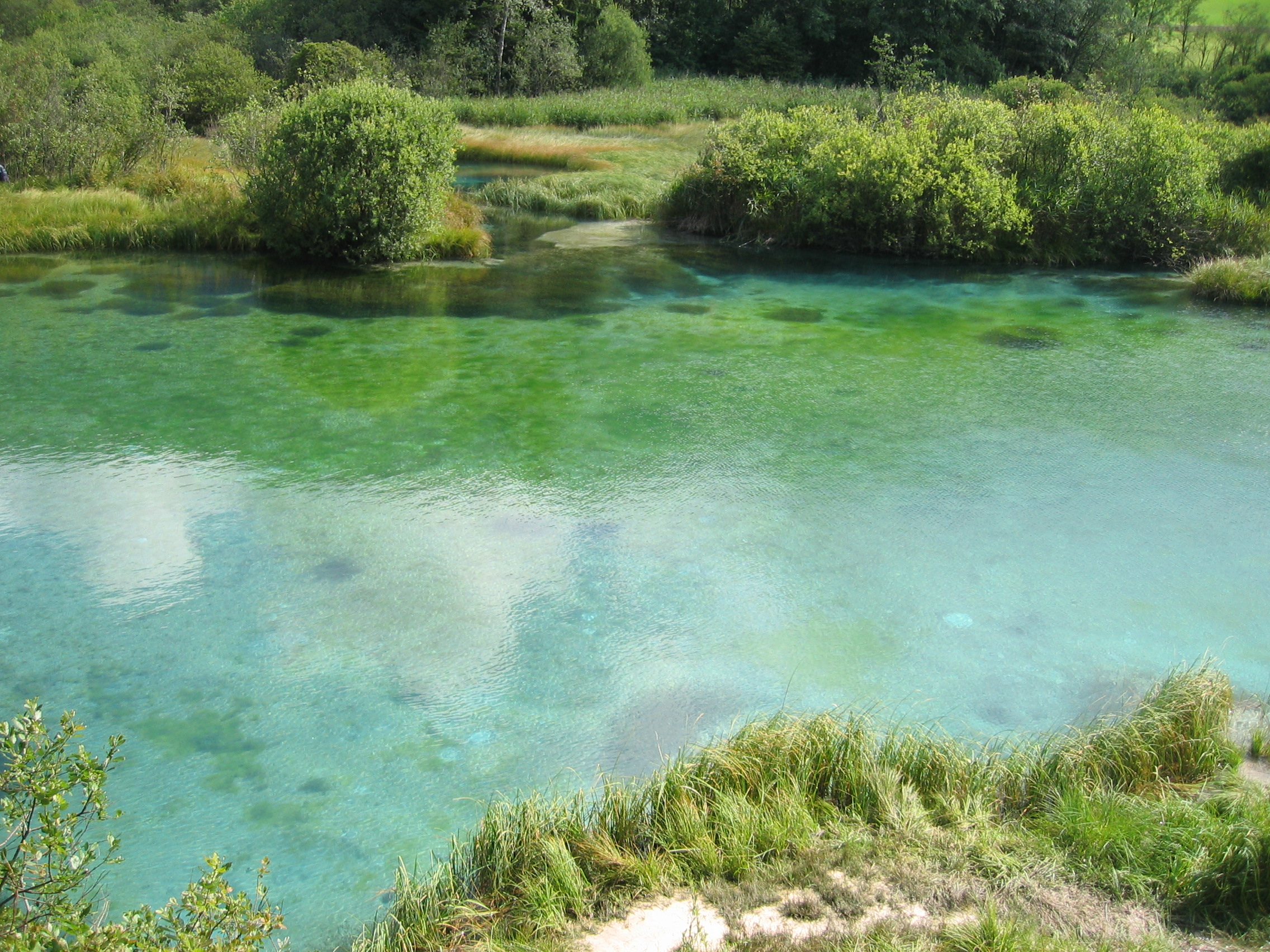
Zelenci1.JPG

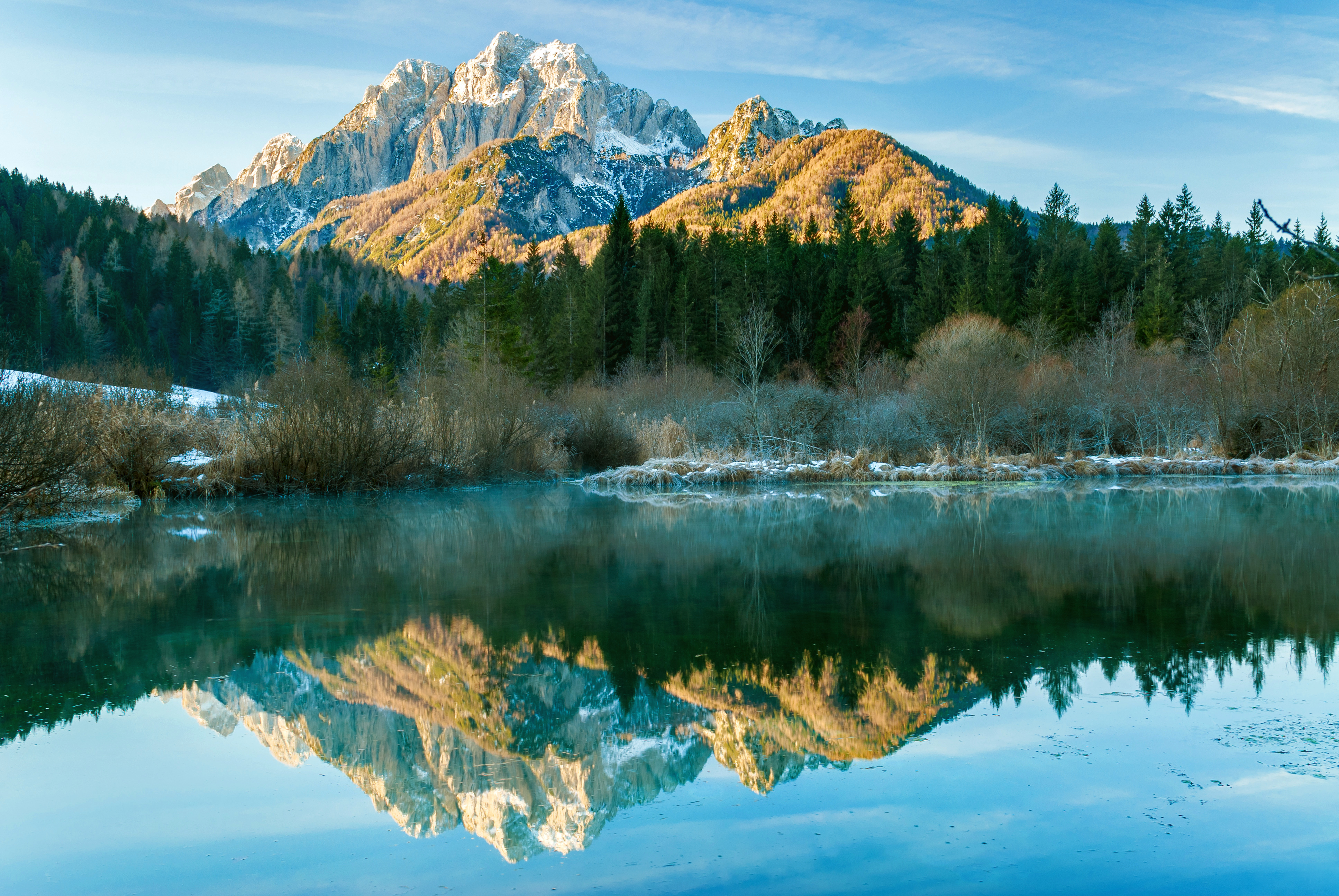

46°21′N 14°09′E / 46.350°N 14.150°E
薩瓦多林卡河，是斯洛文尼亞的河流，位於該國西北部，河道全長50公里，流域面積521平方公里，與薩瓦博希尼卡河匯流成為薩瓦河。